# Angelika Cichocka
Angelika Cichocka (née le 15 mars 1988 à Kartuzy) est une athlète polonaise, spécialiste du 800 mètres.

## Biographie
Elle est vice-championne du monde en salle du 800 m en 2014 dans son pays natal.
Le 10 juillet 2016, Cichocka est sacrée championne d'Europe du 1 500 m à l'occasion des Championnats d'Europe d'Amsterdam en 4 min 33 s 00, le temps le plus lent de l'histoire dans une compétition internationale,.
En 2017, elle termine septième des Championnats du monde de Londres sur 1 500 mètres.

## Palmarès
| Date | Compétition                       | Lieu             | Résultat | Épreuve       | Temps          |
| ---- | --------------------------------- | ---------------- | -------- | ------------- | -------------- |
| 2011 | Championnats d'Europe par équipes | Stockholm        | 7e       | 800 m         | 2 min 01 s 75  |
| 2012 | Championnats du monde en salle    | Istanbul         | 5e       | 1 500 m       | 4 min 14 s 57  |
| 2013 | Jeux de la Francophonie           | Nice             | 6e       | 800 m         | 2 min 04 s 04  |
| 2013 | Jeux de la Francophonie           | Nice             | 3e       | 1 500 m       | 4 min 19 s 37  |
| 2014 | Championnats du monde en salle    | Sopot            | 2e       | 800 m         | 2 min 00 s 45  |
| 2015 | Championnats d'Europe en salle    | Prague           | 2e       | 1 500 m       | 4 min 10 s 53  |
| 2015 | Relais mondiaux de l'IAAF         | Nassau           | 2e       | 4 × 800 m     | 8 min 11 s 36  |
| 2015 | Relais mondiaux de l'IAAF         | Nassau           | 3e       | Relais medley | 10 min 45 s 32 |
| 2015 | Championnats d'Europe par équipes | Tcheboksary      | 4e       | 1 500 m       | 4 min 16 s 77  |
| 2015 | Championnats du monde             | Pékin            | 8e       | 1 500 m       | 4 min 13 s 22  |
| 2015 | Jeux mondiaux militaires          | Mungyeong        | 3e       | 800 m         | 2 min 00 s 72  |
| 2016 | Championnats d'Europe             | Amsterdam        | 1re      | 1 500 m       | 4 min 33 s 00  |
| 2016 | Ligue de diamant                  | Ligue de diamant | 7e       | 1 500 m       | détails        |
| 2017 | Relais mondiaux de l'IAAF         | Nassau           | 4e       | 4 × 800 m     | 8 min 24 s 71  |
| 2017 | Championnats d'Europe par équipes | Lille            | 2e       | 1 500 m       | 4 min 12 s 16  |
| 2017 | Championnats du monde             | Londres          | 6e       | 800 m         | 1 min 58 s 41  |
| 2017 | Championnats du monde             | Londres          | 7e       | 1 500 m       | 4 min 04 s 16  |
| 2017 | Ligue de diamant                  | Ligue de diamant | 8e       | 1 500 m       | 4 min 02 s 77  |
| 2018 | Championnats d'Europe             | Berlin           | 12e      | 1 500 m       | 4 min 10 s 93  |
| 2021 | Championnats d'Europe en salle    | Toruń            | 3e       | 800 m         | 2 min 04 s 15  |

## Records
| Épreuve | Épreuve   | Performance   | Lieu       | Date             |
| ------- | --------- | ------------- | ---------- | ---------------- |
| 800 m   | Plein air | 1 min 58 s 41 | Londres    | 13 août 2017     |
| 800 m   | En salle  | 2 min 00 s 37 | Sopot      | 7 mars 2014      |
| 1 500 m | Plein air | 4 min 01 s 61 | Paris      | 1er juillet 2017 |
| 1 500 m | En salle  | 4 min 06 s 35 | Düsseldorf | 6 février 2018   |
| Mile    | Mile      | 4 min 25 s 39 | Oslo       | 9 juin 2016      |